# 2017-es alpesisí-világbajnokság
A 44. alpesisí-világbajnokságot a svájci St. Moritz-ban rendezték 2017. február 6. és 19. között.

## Eredmények
Összesen 11 versenyszámot rendeztek. A feltüntetett időpontok helyi idő szerint értendőek.

### Férfiak
| Versenyszám                                | Arany                      | Arany   | Ezüst                       | Ezüst   | Bronz                           | Bronz   |
| ------------------------------------------ | -------------------------- | ------- | --------------------------- | ------- | ------------------------------- | ------- |
| Lesiklás február 12., 13:30                | Beat Feuz · Svájc          | 1:38.91 | Erik Guay · Kanada          | 1:39.03 | Max Franz · Ausztria            | 1:39.28 |
| Műlesiklás február 19., 09:45, 13:00       | Marcel Hirscher · Ausztria | 1:34.75 | Manuel Feller · Ausztria    | 1:35.43 | Felix Neureuther · Németország  | 1:35.68 |
| Óriás-műlesiklás február 17., 09:45, 13:30 | Marcel Hirscher · Ausztria | 2:13.31 | Roland Leitinger · Ausztria | 2:13.56 | Leif Kristian Haugen · Norvégia | 2:14.02 |
| Szuperóriás-műlesiklás február 8., 12:00   | Erik Guay · Kanada         | 1:25.38 | Kjetil Jansrud · Norvégia   | 1:25.83 | Manuel Osborne-Paradis · Kanada | 1:25.89 |
| Kombináció február 13., 10:00, 13:00       | Luca Aerni · Svájc         | 2:26.33 | Marcel Hirscher · Ausztria  | 2:26.34 | Mauro Caviezel · Svájc          | 2:26.39 |

### Nők
| Versenyszám                                | Arany                         | Arany   | Ezüst                          | Ezüst   | Bronz                           | Bronz   |
| ------------------------------------------ | ----------------------------- | ------- | ------------------------------ | ------- | ------------------------------- | ------- |
| Lesiklás február 12., 11:15                | Ilka Štuhec · Szlovénia       | 1:32.85 | Stephanie Venier · Ausztria    | 1:33.25 | Lindsey Vonn · USA              | 1:33.30 |
| Műlesiklás február 18., 09:45, 13:00       | Mikaela Shiffrin · USA        | 1:37.27 | Wendy Holdener · Svájc         | 1:38.91 | Frida Hansdotter · Svédország   | 1:39.02 |
| Óriás-műlesiklás február 16., 09:45, 13:00 | Tessa Worley · Franciaország  | 2:05.55 | Mikaela Shiffrin · USA         | 2:05.89 | Sofia Goggia · Olaszország      | 2:06.29 |
| Szuperóriás-műlesiklás február 7., 12:00   | Nicole Schmidhofer · Ausztria | 1:21.34 | Tina Weirather · Liechtenstein | 1:21.67 | Lara Gut · Svájc                | 1:21.70 |
| Kombináció február 10., 10:00, 13:00       | Wendy Holdener · Svájc        | 1:58.88 | Michelle Gisin · Svájc         | 1:58.93 | Michaela Kirchgasser · Ausztria | 1:59.26 |

### Vegyes
| Versenyszám                       | Arany | Arany | Ezüst | Ezüst | Bronz | Bronz |
| --------------------------------- | --- | --- | --- | --- | --- | --- |
| Csapat verseny február 14., 12:00 | Franciaország · Adeline Baud Mugnier · Nastasia Noens · Tessa Worley · Mathieu Faivre · Julien Lizeroux · Alexis Pinturault | Franciaország · Adeline Baud Mugnier · Nastasia Noens · Tessa Worley · Mathieu Faivre · Julien Lizeroux · Alexis Pinturault | Szlovákia · Tereza Jančová · Veronika Velez-Zuzulová · Petra Vlhová · Matej Falat · Adam Žampa · Andreas Žampa | Szlovákia · Tereza Jančová · Veronika Velez-Zuzulová · Petra Vlhová · Matej Falat · Adam Žampa · Andreas Žampa | Svédország · Frida Hansdotter · Maria Pietilä Holmner · Emelie Wikström · Mattias Hargin · Gustav Lundbäck · André Myhrer | Svédország · Frida Hansdotter · Maria Pietilä Holmner · Emelie Wikström · Mattias Hargin · Gustav Lundbäck · André Myhrer |

## Éremtáblázat
| Helyezés | Ország        | Arany | Ezüst | Bronz | Összesen |
| -------- | ------------- | ----- | ----- | ----- | -------- |
| 1.       | Ausztria      | 3     | 4     | 2     | 9        |
| 2.       | Svájc         | 3     | 2     | 2     | 7        |
| 3.       | Franciaország | 2     | 0     | 0     | 2        |
| 4.       | Kanada        | 1     | 1     | 1     | 3        |
| 4.       | USA           | 1     | 1     | 1     | 3        |
| 6.       | Szlovénia     | 1     | 0     | 0     | 1        |
| 7.       | Norvégia      | 0     | 1     | 1     | 2        |
| 8.       | Liechtenstein | 0     | 1     | 0     | 1        |
| 8.       | Szlovákia     | 0     | 1     | 0     | 1        |
| 10.      | Svédország    | 0     | 0     | 2     | 2        |
| 11.      | Németország   | 0     | 0     | 1     | 1        |
| 11.      | Olaszország   | 0     | 0     | 1     | 1        |
| Összesen | Összesen      | 11    | 11    | 11    | 33       |